# Amt Griethausen
Das Amt Griethausen war bis 1969 ein Amt im Kreis Kleve in Nordrhein-Westfalen. Es ging im Wesentlichen aus der Bürgermeisterei Griethausen hervor. Sein Gebiet gehört heute zur Stadt Kleve im Kreis Kleve.

## Bürgermeisterei Griethausen
Der Raum Kleve gehörte vor der Franzosenzeit zum Herzogtum Kleve, das seit dem 17. Jahrhundert zu Preußen gehörte. Von 1798 bis 1814 stand der linke Niederrhein unter französischer Herrschaft. Während dieser Zeit wurde nach französischem Vorbild die Mairie die Mairie Griethausen eingerichtet, die zum Kanton Kleve im Arrondissement Kleve des Rur-Departements gehörte.
Nachdem 1814 das Gebiet des Herzogtums Kleve wieder an Preußen gefallen war, kam der Raum Kleve zum neuen Kreis Kleve in der Provinz Jülich-Kleve-Berg, der späteren Rheinprovinz. Aus der Mairie Griethausen der Franzosenzeit wurde die preußische Bürgermeisterei Griethausen.
Die Bürgermeisterei Griethausen umfasste sieben Gemeinden:
- Brienen
- Griethausen
- Kellen
- Salmorth
- Schenkenschanz
- Warbeyen
- Wardhausen

Die Gemeinde Schenkenschanz wurde am 1. April 1911 in die Gemeinde Salmorth eingegliedert.

## Amt Griethausen
Am Ende des Jahres 1927 wurde die Bezeichnung aller rheinischen Landbürgermeistereien in „Amt“ geändert. Die Bürgermeisterei Griethausen hieß seitdem Amt Griethausen. Nach dem Ende des Zweiten Weltkriegs wurden 1945 die Verwaltungsstrukturen im Kreis Kleve durch die britischen Besatzungsbehörden geändert:
- Kellen wurde in die Stadt Kleve eingemeindet.
- Wardhausen schied aus dem Amt Griethausen aus und kam zum neuen Amt Rindern.
- Die Gemeinden Emmericher Eyland und Huisberden wechselten aus dem Amt Kalkar ins Amt Griethausen.

Die Eingemeindung von Kellen in die Stadt Kleve wurde vom Oberverwaltungsgericht Münster im Mai 1951 wieder aufgehoben, woraufhin Kellen wieder in das Amt Griethausen zurückkehrte. Das Amt Griethausen umfasste seitdem sieben Gemeinden:
- Brienen
- Emmericher Eyland
- Griethausen
- Huisberden
- Kellen
- Salmorth
- Warbeyen

Am 1. Juli 1969 wurde das Amt Griethausen durch das Gesetz zur Neugliederung des Landkreises Kleve aufgelöst. Emmericher Eyland kam zur Stadt Kalkar, Huisberden zur neuen Gemeinde Bedburg-Hau, und alle übrigen Gemeinden wurden in die Stadt Kleve eingegliedert.

## Einwohnerentwicklung
| Jahr | Einwohner | Quelle |
| ---- | --------- | ------ |
| 1828 | 2241      | [ 7 ]  |
| 1871 | 2736      | [ 8 ]  |
| 1885 | 3044      | [ 9 ]  |
| 1895 | 3666      | [ 10 ] |
| 1910 | 5546      | [ 11 ] |
| 1933 | 6860      | [ 12 ] |
| 1939 | 7220      | [ 12 ] |
|      |           |        |
| 1950 | 3425      | [ 13 ] |
| 1961 | 9654      | [ 14 ] |

(1950 ohne Kellen)